# 防衛大学校本科学生の制服

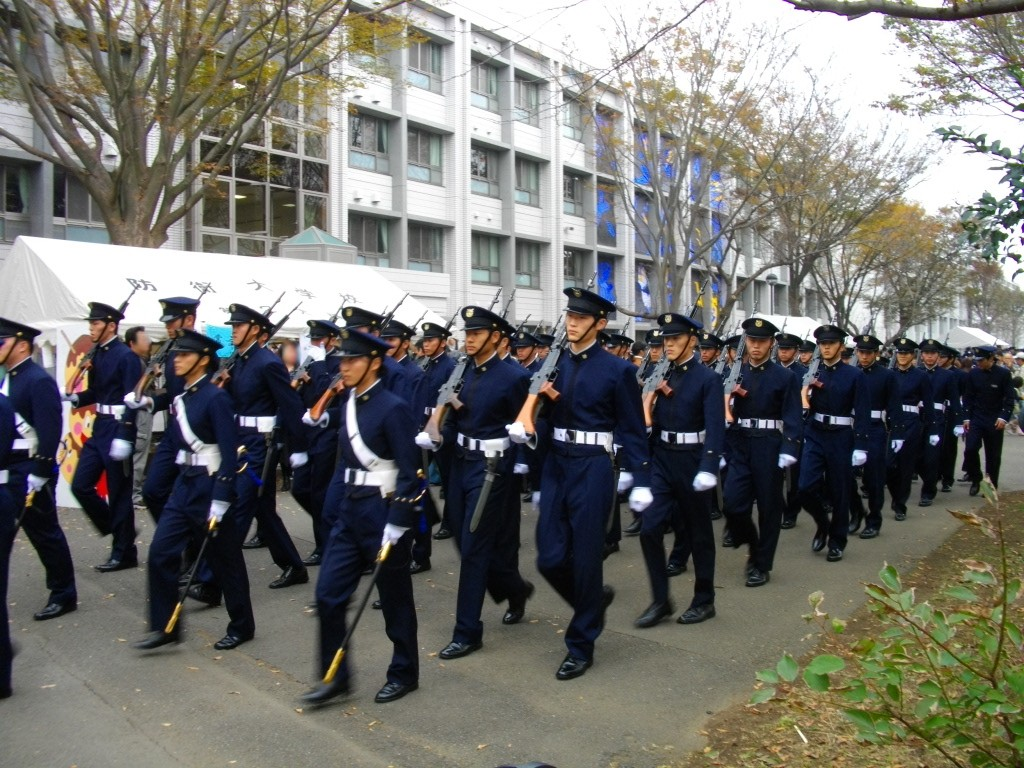
甲武装（冬服）で行進する防衛大学校本科学生

防衛大学校本科学生の制服（ぼうえいだいがっこうほんかがくせいのせいふく）とは、防衛大学校の本科の学生が着用する制服である。

## 概略
防衛大学校本科学生の制服については、自衛隊法第33条、「自衛隊法施行規則」（昭和29年6月30日総理府令第40号）別表、「防衛大学校学生及び防衛医科大学校学生の服装に関する訓令」（昭和38年3月15日防衛庁訓令第10号。制定当初は「防衛大学校学生服装規則」という。）及び「防衛大学校学生服装細則」（平成4年3月12日防衛大学校達第1号）等により定められている。男子である学生の服装は次の通りである。
なお、研究科学生の服装は、一般の自衛官のそれ（当然文民であれば着用することは無い）に同じなので、軍服参照。
常装では、色合い・詰襟という形状等の点で、旧海軍の海軍兵学校における制服に共通点が見られる。他方、乙武装・作業服装では、陸上自衛隊の作業服・戦闘服との共通点が見られる特色がある。航空自衛隊的要素はジャンパーに見られる程度である。

## 男子学生

### 常装
常装（第2種夏服を除く）は、冬服に関しては海軍兵学校の制服デザインとの類似性が見られる。

#### 冬服
冬服は、10月-翌年5月まで着用する。
冬服上衣花紺色の詰襟型短ジャケット。防衛省にしては珍しく100％毛織物。えり、中央、両わきの下部及びすそまわりに黒色なな子織飾線をつける。長そでの下部に一条の黒色の飾線をつける。旧型はホック留めであったが、現在はファスナー留め。そのため内ポケットが利用しにくい。襟周り及び袖口には白色のカラーを付ける。学生服と同様のプラスチック製であるが、私物で布製の物を着用する事も許されている。
襟章金色の金属製で、はと及び桜花を桜（具体的には桜の若葉が用いられている。）で抱ようしたもの。襟中央から4センチメートルの位置に付する。海外留学生は淡青色もしくは桃色の丸い座金を重ねる。
学年識別章桜花型金色金属製。第1学年にはなく、第2学年は1個、第3学年は2個、第4学年は3個を袖の飾線の上に付する。1学年時に退学するものが多いので制服に傷を付けたくない学校側の配慮と考えられる（1学年は学生として認められていないからとも考えられるが。）
冬服ズボン両わきに各一個の隠しポケットをつける。後ろにはポケットはない。丈の短い上衣に対応するため股上が深い。
正帽冬服上衣と同じ地質。円形軟製で、黒色の革製前ひさし及び黒色の革製あごひもをつける。あごひもの両端は、帽の両側において、はと及び桜花を桜で抱ようしたものを浮き彫りにした金色の耳ボタン各1個で留める。帽の腰まわりには、生地と同色のなな子織の周章をつける。天井の両側に、各2個のはと目をつけ、通風口とする。正面中央に1個のはと目をつけ、帽章の附着位置とする。帽章は、金色の金属製のものとし、はと及び桜花を桜で抱ようしたもの。帽子の芯を抜き、プラスチックと針金で各自の好みの形に変形させるのが唯一の個性の表現である。
短靴黒色革靴。
ズボンつりサスペンダー。白色のゴム入り細幅織物で、両端に金具をつけたもの。
アンダーウェア等に関する規定は特にない。立て襟カッターシャツ、セーター(防寒用毛織物)等を制服の下に着込む事は許されている。

#### 夏服
夏服は、6月-9月まで着用する。公的な場合は第1種を、その他の場合は第2種を着用する場合が多い。外出はどちらでも可能である。第1種は暑いが第2種の様な着こなしの煩わしさが無いため一部の学生には好まれる。下着が透けるのを防止するため、薄手のズボン下（パッチ）を着用するのが常である。制帽は帽日おおいをかけるか、夏用制帽を着用する。短靴は海上自衛隊幹部の様な白色の物ではなく冬服と同じく黒色の物を着用する。そのため、靴墨で裾が汚れるのを嫌い、短めにすそ上げをする傾向がある。

##### 第1種夏服
第1種夏服上衣白色の綿織物等。製式は冬服上衣と同じ。ただし、飾線は白色。
第1種夏服ズボン地質は第1種夏服上衣に同じ。製式は冬服ズボンに同じ。
帽日おおい地質は第1種夏服上衣に同じ。

##### 第2種夏服
海曹の第3種夏服（白色の半袖開襟シャツ）に類似した服装。
第2種夏服上衣3等海曹以上の第3種夏服上衣に同じ。開き襟、半袖。肩章は、外側の端をそで付に縫い込み、襟側を白色の隠しボタン1個で留める。前面中央に白色のボタン4個を1行につける。胸部の左右に各1個のふたつきポケットをつけ、白色のボタン各一個でそのふたを留める。
襟章上襟端から内側に3.5センチメートル、上方に3.5センチメートルの位置に両襟に付する。
学年識別章銀色の金属台に取り付け、左胸部につける。制服に穴をあける必要があるため、退校者の多い1学年には無い。
第2種夏服ズボン両わき及び後面の左右に各1個の隠しポケットをつけ、後面のポケットは、白色のボタン1個で留める。胴回りに7個のバンド通しをつける。
帽日おおい
バンド白色の綿織物。銀色の金属製バックルをつける。支給されるバンドは黄ばんでいるためハイドロハイターで漂白後着装することが肝要である。

### 礼装
防衛大学校学生及び防衛医科大学校学生の服装に関する訓令では、拝謁又は参賀のため皇居に出入する場合、公の儀式に参列し若しくは公の招宴に出席する場合又はその他学校長が儀礼上必要があると認めた場合には、甲武装をする場合を除き、礼装をする。また、冠婚葬祭等にあたり必要がある場合には、甲武装をする場合を除き、礼装をすることができる。
常装冬服又は常装第1種夏服の着用品
白手袋

### 甲武装
隊伍にあって公の儀式に参列する場合は、甲武装をする。
常装冬服又は常装第1種夏服の着用品
刀帯帯は白色布製。長緒及び短緒の2本のつり緒を1か所につけ、帯には負帯をつける。止金は銀色金属製。
白手袋
これに加えて、観閲式又は儀仗を行なう場合等には、学生隊学生長・大隊学生長・中隊学生長は儀礼刀を、学生隊幕僚・大隊幕僚・大隊旗手は拳銃を、国旗護衛学生・校旗護衛学生・その他の学生は64式小銃及び銃剣を携帯する。

### 乙武装
陸上にあって訓練を行う場合は、乙武装をする。
作業服上衣緑色等の綿織物等。
作業服ズボン
作業帽製式は陸上自衛官の作業帽に同じ。帽章は、黄色糸をもって、はと及び桜花を桜で抱擁したものの刺しゅうを施したもの。あごひもをつける。一般に針金の芯を入れて綺麗な円筒形にする。
半長靴
弾薬帯
なお、必要に応じて作業帽に代えて、鉄帽用中帽又は鉄帽及び鉄帽用中帽を着用する。
対外的に所属を明らかにする必要が有る場合等、必要に応じて襟に襟章を付ける場合も有る。

### 作業服装
いわゆる普段着である。様式は陸上自衛隊の作業服に同じ。各種作業、海上にあっての訓練、服装を汚す可能性のある講義（実験、実習等）の際も着用する。
作業服上衣
作業服ズボン
作業服バンド
作業帽
作業靴（白のズック靴）、短靴もしくは半長靴
左胸ポケット蓋に定められた様式の布製名札を縫着する。
夏服着用期間、作業服上衣を第2種夏服上衣に変えることができる（略装）。

### 特殊服装

#### 校内服装
1976年（昭和51年）に制定された。
防衛大学校学生及び防衛医科大学校学生の服装に関する訓令（昭和38年防衛庁訓令第10号）第12条に定める特殊服装であって、防衛大学校学生服装細則（平成4年防衛大学校達第1号）第4条に基づく校内服装である。
冬服着用期間の簡便な服装。上衣・バンドのみ淡青色。ズボン・帽・ネクタイは紺色。短靴又は半長靴を履く。
校内服上衣シャツ型。
校内服ズボン
校内帽円筒形。前庇及びあご紐は共布。
ネクタイ授業等において担当教官の許可を受けた場合、学生舎内にある場合又は課業外にはネクタイを着用しないこともできる。
バンドバックルは銀色金属製。
学年を識別するき章紺色の布製台地に桜花型銀色糸刺繍を施したもので、形状や着用位置は常装第2種夏服に同じ。

#### 訓練服装
常装、甲武装、乙武装及び作業服装以外で行う訓練時に着用する服装。各自衛隊で使用されている各種服装や個人装具が貸与される場合も有る。

#### 体育服装
体育の授業で着用する。いわゆるジャージである。ズボンのゴム紐が緩むので、半長靴の紐を入れて締められるように工夫している学生も多い。
体操服上衣（青色無地）もしくはＴシャツ
体操服ズボン（青色無地）もしくは短パン
体操帽（白色無地）
作業靴（足に負担をかけるのでスポーツシューズの着用が認められている）

#### 患者服装
医務室入室（娑婆でいうところの入院）中のパジャマである。

#### 特殊礼服装
防衛大学校学生及び防衛医科大学校学生の服装に関する訓令第12条に基づく特殊服装で、防衛大学校学生服装細則第4条に基づく服装である。
教育訓練等のために必要があるときに用いる。
海軍兵学校生徒の制服に類似しており、冬は濃紺色、夏は白色の５つボタンの詰襟型短ジャケット。礼帽として、しま織金線のあごひもをつけ、はと及び桜花を桜で抱擁した刺繍製帽章を付ける。礼服用飾緒を付ける。
これらの被服は平常は貸与されず、海外派遣学生などが必要とする場合に厚生課からレンタルする形をとっている。

#### ジャンパー及びセーター
校内服装を着用しているとき又は作業服装をしているときには校長が定めたジャンパーやセーターを着用することができる。ジャンパーの形式は航空自衛隊の作業服外衣に似ているが色合いは異なる。定められてはいるが、支給されないので、私費で購入したり、先輩のお下がりを使用する。

### 雨衣
紺色布製のトレンチコート。腰部には共布のベルトが付く。詰襟の制服に合わせ、襟の上部を閉めるホックが付いている。無色透明の防水用ビニール製ズボン及び帽雨おおいを着用することができる。

### 訓練用雨衣
OD色のゴム引きの雨衣。乙武装時に着用する。

### 外套
前面に2列のボタンが並んだ帝国海軍のフロックコートに似たコート。重たくかさばる割に温かくないので不評。

### その他服装
校友会活動時や自主トレーニング時等は、私物のジャージ、トレーナー及びユニフォーム等の運動に適した服装が認められている。
学生舎内にある場合や教官の許可がある場合はスリッパ又は作業靴を着用することができる。
原則として校内での私服の着用は禁止されている。外出時は制服で外出し、下宿と呼ばれているアジトで私服に着替えた後、街に繰り出すことになる。1学年は外出時も制服の着用が義務付けられている。

## 女子学生
1992年度（平成4年度）に女子学生が入学することから、女子学生の制服も制定された。冬用は紺色のダブルの6つボタンのスーツ型制服、夏用はベージュのシングル4つボタンのスーツ型制服か、ベージュのシャツ型制服という独自のものだったが、2003年（平成15年）に、男子学生に類似のものに改められた。

## 勤務腕章
週番学生、教務班及び語学班長の勤務腕章は、高さ10センチメートル、横42センチメートルのものに横線が入る形状である。右腕に着用する。
- 週番学生：赤地に白線。学生隊週番学生は白線4本、大隊週番学生は白線3本、中隊週番学生は白線2本、小隊週番学生は白線1本。
- 週番付学生：赤地に黄線又は緑線。大隊週番付学生は黄線2本、中隊付週番学生は黄線1本、小隊付週番学生は緑線1本。
- 教務班長・語学班長：緑地に白線。4学年は白線3本、3学年は白線2本、2学年は白線1本、1学年は白線なし。

## 防衛医科大学校
防衛医科大学校でも同様に制服が定められている。男子学生の制服は、防衛大学校のものと基本的に同じである。一方、女子学生の制服は、防衛医科大学校の独自のものである。